# Wray, Colorado
Wray är administrativ huvudort i Yuma County i Colorado. Enligt 2010 års folkräkning hade Wray 2 342 invånare.